# سارا لنکستر
 سارا لنکستر (انگلیسی: Sarah Lancaster؛ زادهٔ ۱۲ فوریهٔ ۱۹۸۰) یک هنرپیشه اهل ایالات متحده آمریکا است. وی از سال ۱۹۹۳ میلادی تاکنون مشغول فعالیت بوده‌است.